# Erasmo Madureira Ferreira
Erasmo Madureira Ferreira (Rio de Janeiro, 8 de setembro de 1930) é um físico teórico brasileiro conhecido por seus trabalhos na área de Física de Partículas e Campos. É professor emérito do Instituto de Física da UFRJ, membro da Academia Brasileira de Ciências e um dos pioneiros da física de partículas no país. 
Erasmo publicou diversos artigos científicos, participou ativamente da estruturação do sistema de pós-graduação no país e orientou diversos alunos. Sua especialidade é na área de Física das Partículas Elementares e Campos (fenomenologia), atuando principalmente nos seguintes temas: cromodinâmica quântica, modelo de vácuo estocástico, espalhamento hadrônico, interação delta-núcleon, problemas de três corpos, espalhamento píon-dêuteron. Erasmo possui cerca de 140 publicações, contabilizando mais de 650 citações. Orientou 14 alunos de mestrado e 7 alunos de doutorado.

## Biografia
Erasmo nasceu na cidade do Rio de Janeiro, em 1930. Seu interesse pelo estudo de estrutura da matéria surgiu quando ainda era aluno do ensino médio, enquanto assistia às aulas de química sobre átomos e moléculas. Decidiu estudar química e física, graduando-se em Química Industrial (1952) e Bacharelado em Física (1954) pela Universidade do Brasil (posteriormente chamada UFRJ).
Entretanto, não havia sistema de pós-graduação no país, nem estrutura institucional para carreira em ciência na época. Esse caminho começou a ser criado com a criação do CNPq e da Capes. Devido ao impacto da importância crescente da física naquela fase histórica, foi fundado o Centro Brasileiro de Pesquisas Físicas, que foi a primeira instituição do Rio de Janeiro a oferecer oportunidade para carreira científica em física.

## Carreira
Já contratado pelo CBPF para trabalhar em partículas elementares, Erasmo foi em 1957 para Londres, com bolsa de CNPq/Capes, obtendo doutorado em 1961 no Imperial College London com tese sobre o espalhamento káon-dêuteron sob a orientação do físico Abdus Salam.
Ao retornar para o Brasil, Erasmo se deparou comas dificuldades financeiras enfrentadas pelas instituições e físicos da época. Entre 1963 e 1967, passou diversos períodos na Universidad Central de Venezuela, em Caracas, fase em que trabalhou no estudo de propriedades analíticas do espalhamento por potenciais e orientou alunos de mestrado.
No final do ano de 1968, tornou-se Diretor do Setor de Física e Astronomia do CNPq, mantendo essas funções por seis anos. Nesse período, criou o Comitê Assessor, encarregado de examinar bolsas e auxílios para Física e Astronomia.
A Reforma Universitária de 1968 exigiu a formação de pessoal para ocupar os institutos. Oportunamente criou-se o sistema de pós-graduação, com apoio do governo federal para bolsas e salários em tempo integral. Erasmo foi participante importante na estruturação desse sistema de pós-graduação em escala nacional.
Em 1968, Erasmo transferiu-se para a Pontifícia Universidade Católica do Rio de Janeiro, onde se dedicou a formação de pessoal e a pesquisa teórica em Física de Partículas Elementares (Física de Altas Energias). Lá teve a iniciativa de criar o Simpósio Brasileiro de Física Teórica (SBFT), organizado pela primeira vez no ano de 1968, que rapidamente ganhou relevância na formação dos físicos brasileiros.
Em 1974, tornou-se membro titular da Academia Brasileira de Ciências (ABC). Em 1975, Erasmo foi um dos participantes da assembleia geral da União Internacional de Física Pura e Aplicada (IUPAP), dando início ao relacionamento da Sociedade Brasileira de Física (SBF) com a organização internacional.
Na década de 1980, Erasmo assumiu o cargo de editor da Revista Brasileira de Física (RBF). Em 1994, transferiu-se para a UFRJ como professor titular, tornando-se professor emérito da universidade no ano de 2004. Sua linha de trabalho atual consiste em problemas de cromodinâmica quântica em condições não-perturbativas e suas aplicações ao espalhamento de hádrons a altas energias.